# Martha Stern
Marie Amalie Martha Stern geborene Klopfer (* 7. August 1881 in Mannheim; † 6. Oktober 1968 in Karlsruhe) war eine deutsche Sprachlehrerin und Mitbegründerin des Mannheimer Vereins für Mutterschutz.

## Leben
Martha Stern wurde am 7. August 1881 in Mannheim als Tochter jüdischer Eltern geboren. Von 1888 bis 1898 besuchte sie die von Anna Sammet geleitete Großherzogliche Höhere Mädchenschule in Mannheim; danach, bis 1899, ein englisches Pensionat. 1901 heiratete Martha den Wormser Bankier Friedrich Stern. Von 1904 bis 1907 studierte sie als Gasthörerin an der Universität Heidelberg Englische Sprache und Literatur. Das Examen als Sprachlehrerin legte sie bei der Bayerischen Regierung in Speyer mit der Note „Sehr gut“ ab.
1907 immatrikulierte sie sich an der Handelshochschule Mannheim und studierte bis 1911 Nationalökonomie und Sozialpolitik.
Die nationalsozialistische Machtergreifung im Jahr 1933 setzte dem größten Teil ihrer öffentlichen Tätigkeiten ein Ende; wegen ihrer jüdischen Herkunft war sie auf Tätigkeiten in der jüdischen Gemeinde beschränkt. Nach dem Tod Friedrich Sterns im Jahr 1938 unterrichtete sie als Sprachlehrerin an der israelitischen Gemeindeschule und beriet Ausreisewillige. Am 22. Oktober 1940 wurde sie im Rahmen der Wagner-Bürckel-Aktion nach Gurs deportiert. Ende November 1941 konnte sie, sehr wahrscheinlich aufgrund der Bemühungen des Abbé Glasberg, das Lager verlassen. Bis zur Befreiung Frankreichs lebte sie im von Glasberg eingerichteten Auffanglager Centre d'Acceuil de la Roche d'Ajoux in Chansaye (Rhône).
Im Jahr 1946 heiratete sie in Lyon den aus Karlsruhe stammenden Leopold Neumann. Mit ihm lebte sie danach in dem ebenfalls von Abbé Glasberg betriebenen Flüchtlingsheim Maison Eugénie in Dun sur Meuse, bis das Ehepaar 1950 nach Deutschland zurückkehren konnte und in Karlsruhe wohnhaft wurde. Dort starb Martha Neumann am 6. Oktober 1968.

## Wirken
Zusammen mit Elisabeth Blaustein und Elise Gutmann gründete Martha Stern 1907 den Mannheimer Verein für Mutterschutz, einen Zweigverein des Deutschen Bundes für Mutterschutz. Dieser trat für eine Liberalisierung des § 218 ein, richtete seine Arbeit aber stark auf praktische Unterstützung lediger und bedürftiger Mütter aus.  Stern gehörte dem Vorstand mindestens bis zum Jahre 1927 an, wann genau sie ausschied, ist nicht bekannt. Während des Ersten Weltkriegs gehörte sie dem Mannheimer Beirat der Zentrale für Kriegsfürsorge an, wo sie sich insbesondere in der Wöchnerinnen-, Kinder- und Krankenfürsorge engagierte. Wegen dieser vielfältigen sozialen Tätigkeit erhielt sie 1918 das Badische Verdienstkreuz, das ansonsten nur Männern verliehen wurde.
1919 wurde Martha Stern, die sich für die Gleichberechtigung einsetzte, auch zur Vorsitzenden des Frauenausschusses der Deutsch-Demokratischen Partei (DDP) in Mannheim gewählt. 1923 gründete sie den Verein Stella-Haus e.V. zur Mittelstandshilfe und leitete ihn bis 1936, als sie dieses Amt auf Druck der Nationalsozialisten aufgeben musste.
Angesichts ihres vielfältigen Engagements auf kommunaler Ebene habe sie, so die Rhein-Neckar-Zeitung am 7. August 1956 anlässlich ihres 75. Geburtstags, „als das soziale Gewissen unserer Stadt“ gegolten.